# Takayus naevius
Takayus naevius là một loài nhện trong họ Theridiidae.
Loài này thuộc chi Takayus. Takayus naevius được Chuandian Zhu miêu tả năm 1998.